# Белогорье (Пензенская область)
Белогорье — село в Лопатинском районе Пензенской области России. Входит в состав Комсомольского сельсовета.

## География
Село находится в юго-восточной части Пензенской области, в пределах Приволжской возвышенности, в лесостепной зоне, на правом берегу реки Ключевки, на расстоянии примерно 20 километра (по прямой) к юго-востоку от села Лопатина, административного центра района.

### Климат
Климат характеризуется как умеренно континентальный, с тёплым летом и умеренно холодной зимой. Средняя температура воздуха самого холодного месяца (января) составляет −13,2 °C; самого тёплого месяца (июля) — 20 °C. Продолжительность периодов с температурой выше 0 °C — 208 дней, выше 5 °C — 170 дней, выше 10 °C — 136 дней. Годовое количество атмосферных осадков — 420—470 мм, из которых большая часть выпадает в тёплый период. Снежный покров держится в течение 131 дня.

### Часовой пояс
Село Белогорье, как и вся Пензенская область, находится в часовой зоне МСК (московское время). Смещение применяемого времени относительно UTC составляет +3:00.

## Население
| 1859 | 1926 | 1939 | 1959 | 1979 | 1989 | 1996 |
| ---- | ---- | ---- | ---- | ---- | ---- | ---- |
| 100  | ↗262 | ↗407 | ↘386 | ↘300 | ↘215 | ↘211 |
| 2002 | 2010 |      |      |      |      |      |
| ↘142 | ↘119 |      |      |      |      |      |

### Национальный состав
Согласно результатам переписи 2002 года, в национальной структуре населения русские составляли 72 %.